# Сугары
Сугары́ — река в России, протекает в Онгудайском районе Республики Алтай. Устье реки находится в 47 км по левому берегу реки Кадрин. Длина реки составляет 25 км. 

## Течение

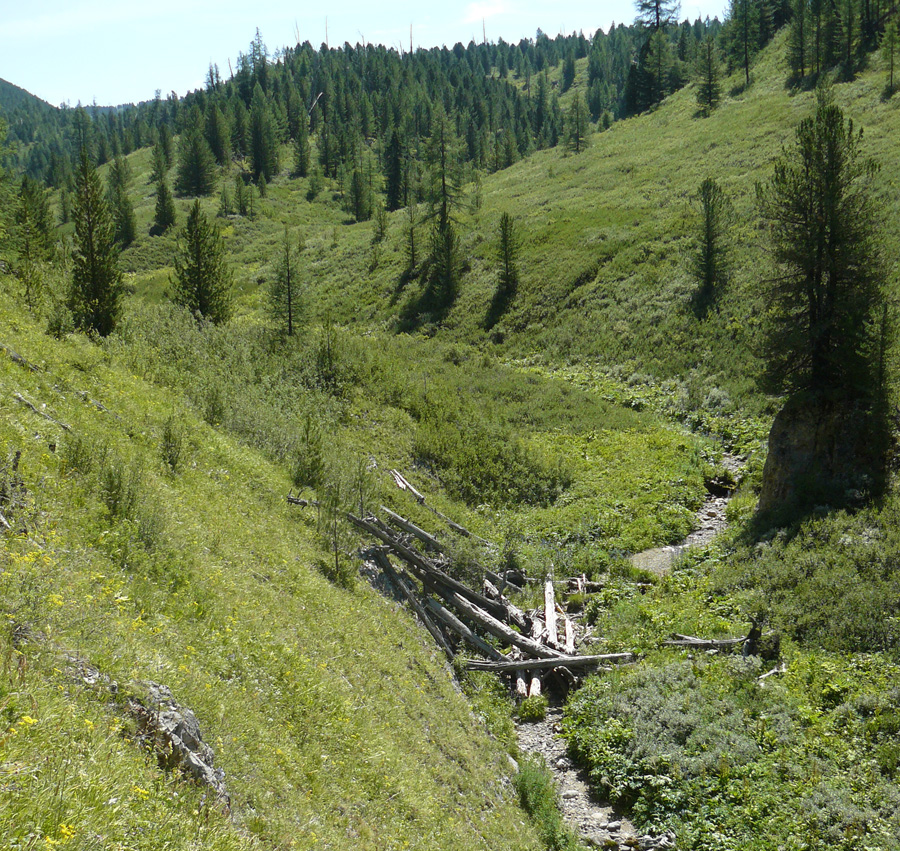
Сухое русло Сугары

Истоки реки расположены в альпийской зоне, на склонах сглаженного северного отрога Айгулакского хребта на высоте около 2200-2300 м н.у.м. В верховьях Сугары расположена пастушья летняя стоянка. Река течёт на север около 4 км, поворачивает на северо-запад и исчезает, оставляя только сухое русло. Это связано с прохождением долины по массиву известняков и развитыми в нём карстовыми процессами. Далее на протяжении около 8 км поверхностный сток отсутствует. В нижнем течении река вновь наполняется и впадает в Кадрин, где он входит в тесный каньон, образующий каскад порогов и Сугарский водопад высотой 6 м.

## Данные водного реестра
По данным государственного водного реестра России относится к Верхнеобскому бассейновому округу, водохозяйственный участок реки — Катунь, речной подбассейн реки — Бия и Катунь. Речной бассейн реки — (Верхняя) Обь до впадения Иртыша.